# Підляшшя

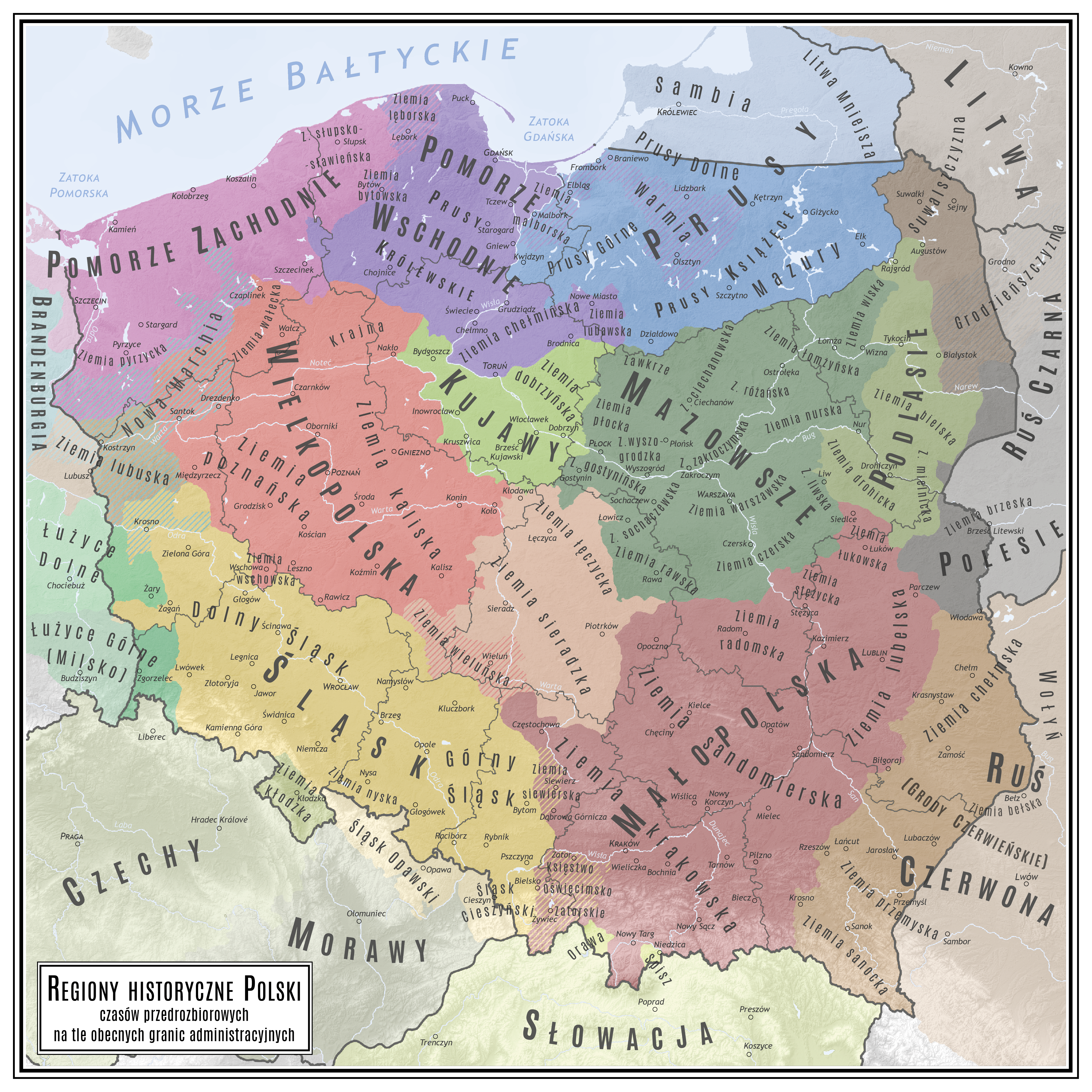
Підляшшя та інші історичні землі Польщі на тлі сучасних адміністративних кордонів

52°24′ пн. ш. 22°39′ сх. д. / 52.4° пн. ш. 22.65° сх. д.
Підля́шшя (Підлясся, пол. Podlasie, біл. Падляшша) — історико-географічний регіон у середньому Побужжі, розташований у південно-східній Польщі. Північно-західний український етнічний край. Головні міста — Дорогичин, Більськ-Підляський, історично також Берестя. Підляшшя є регіоном багатьох культур і релігій. Воно формувалось під впливом як церкви православної, так і римсько-католицької, а від часів Реформації також під впливом євангельських християн. До сьогоднішнього дня Підляшшя вважається регіоном Польщі з найбільш різноманітною культурою.

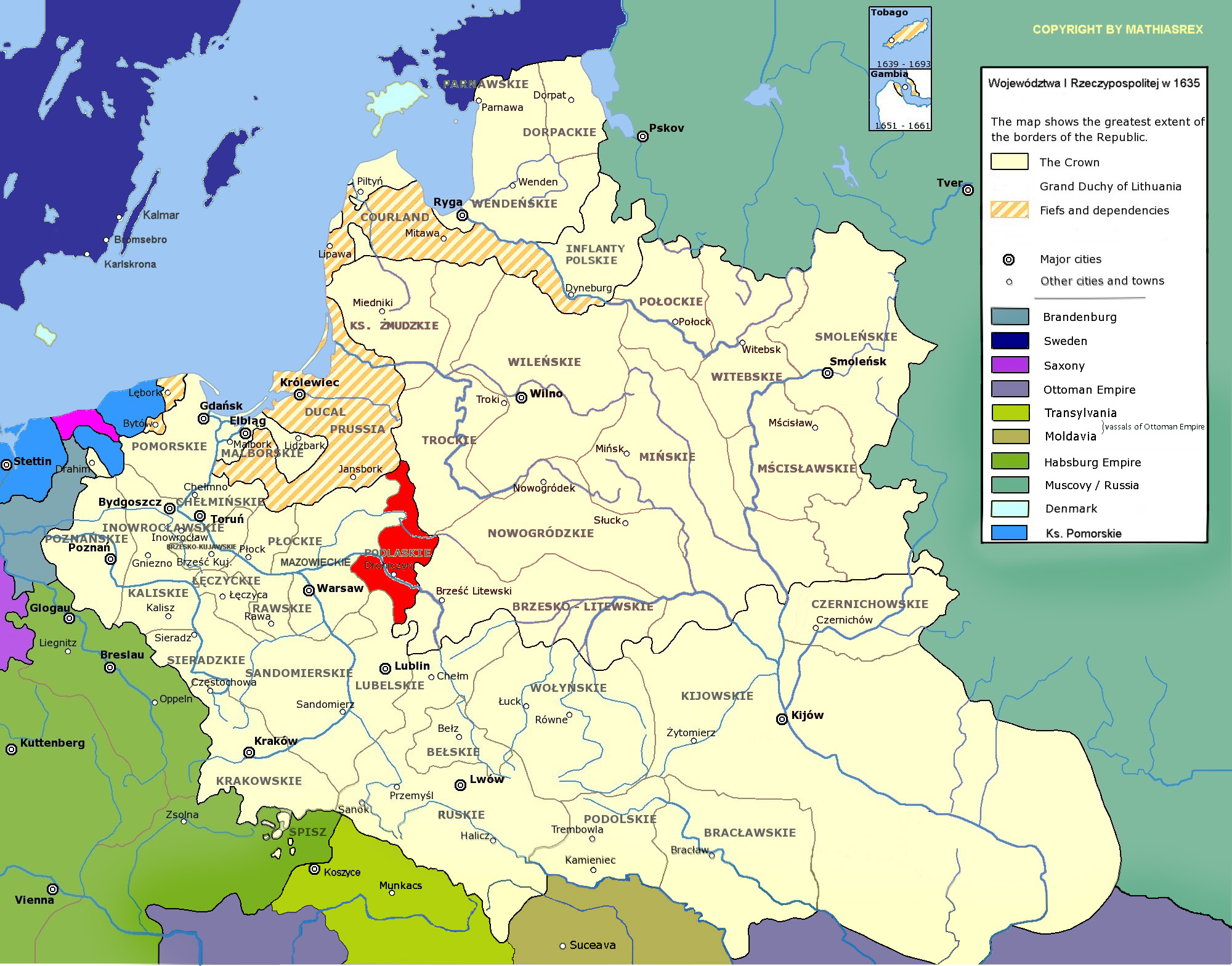
Карта Підляського воєводства, 1635

З X—XI ст. входило до складу Київської Русі, згодом до Галицько-Волинського князівства. Охоплює історичні Дорогичинську, Мельницьку та Більську землі Підляського воєводства. З XIV століття до 1569 року перебувало у складі Литово-Руської держави, після 1569 року до другої половини XVIII століття входило до складу Речі Посполитої, згодом й до першої половини XX століття — до Російської імперії, у 1918—1919 роках частково — до України, у 1919—1939 роках — до Польщі, у 1939—1944 роках — під німецькою окупацією, з 1944 року — до Польщі.
Сьогодні охоплює південно-східну частину Підляського та північно-східну частину Люблінського воєводств Польщі. Має багато спільних рис у побуті та історії з Поліссям.

## Назва
Назва «Підляшшя» вперше з'явилася в польських документах наприкінці XV — на початку XVI століть. Щодо її походження існує декілька версій:
1. від польського «las» — країна під лісом[2][9];
2. від «лях» — край (країна) поблизу земель ляхів[2][9];
3. найзахідніші території, завойовані Литвою[2] та інші.

У XIX столітті польські автори українську частину Підляшшя називали «Podlasie Ruskie».

## Географія

### Розташування

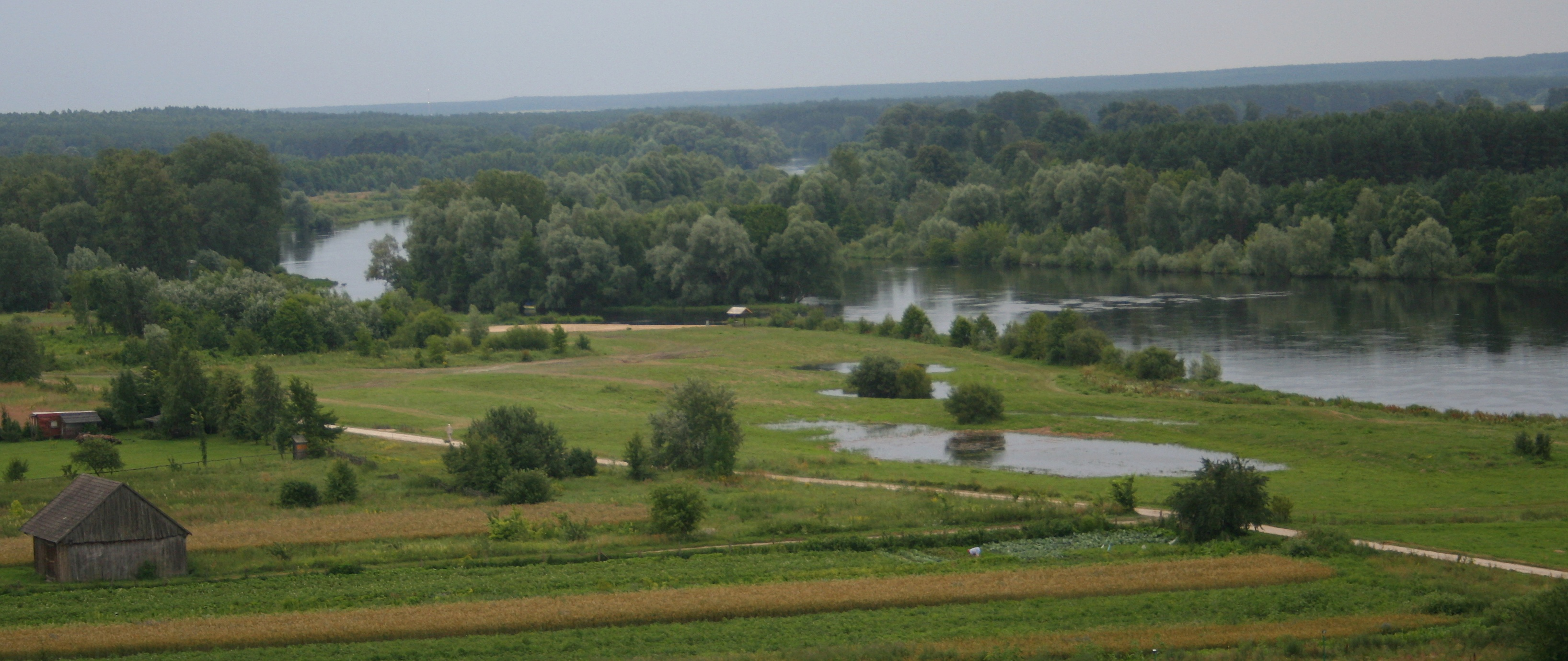
Західний Буг

Підляшшя розташоване уздовж середньої течії Західного Бугу (басейн Вісли). Північна межа проходить по річці Нарві (права притока Вісли), на півдні межує з історичною Холмщиною, на заході — з Мазовією, на сході — з Волинню та Поліссям. Існує поділ Підляшшя на Південне та Північне, який виник у XIX столітті, коли перше адміністративно увійшло до складу Польського королівства, а друге — безпосередньо до Російської імперії. Північне Підляшшя розташоване на північ від Західного Бугу, на північний захід від Берестя, за головним містом Дорогичином, а потім Більськом його ще називають Більщиною. Південне ж Підляшшя розташоване на південь від Дорогичина з центром у Білій Підляській. У XIX столітті Підляшшям вважалися землі на південь від Західного Бугу, що тоді перебували у складі Польського королівства. Історичне ж Підляське воєводство простягалося північніше й доходило до витоків річки Бобра. Південне Підляшшя охоплювало територію площею 5,35 тис. км², Північне (українська частина) — 2,7 тис. км².

### Клімат
Клімат Підляшшя перехідний між континентальним та океанічним. Зима м'яка (у січні від 3,5 до 4,5° C), літо відносно холодне (у липні від +18 до 18,5° C), весна й осінь довгі.

### Рельєф
На південному сході Підляшшя розташована Біловезька Пуща.

## Історія

### Передісторія

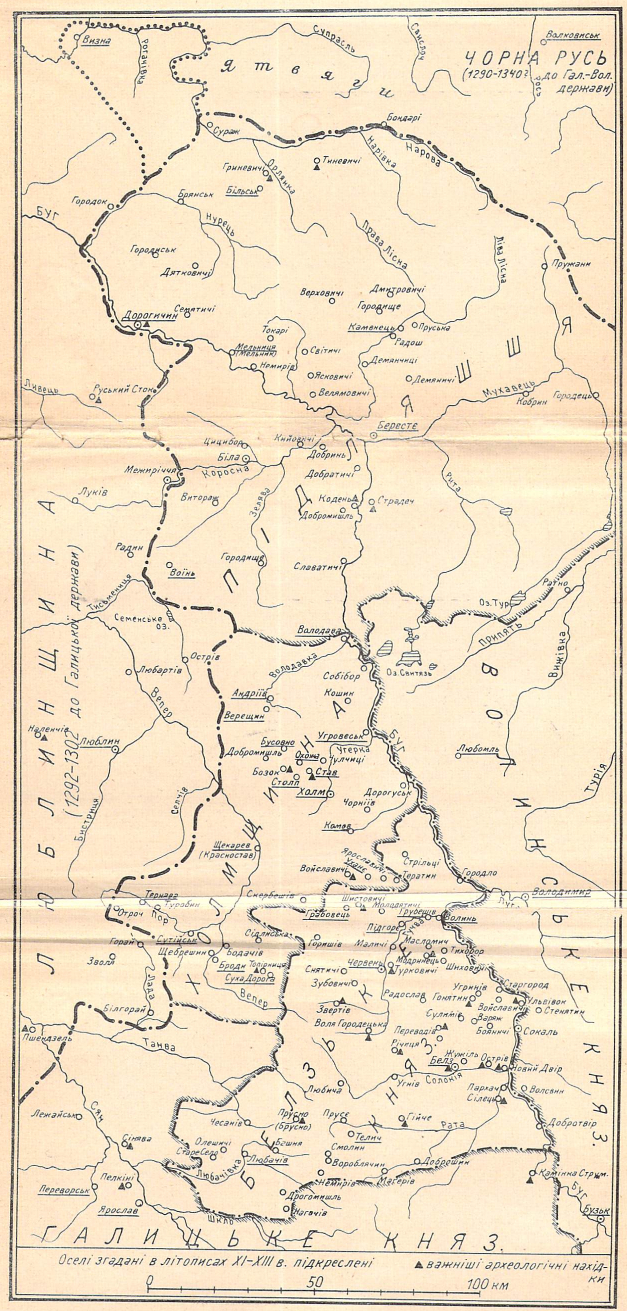
Підляшшя у складі Галицько-Волинського князівства за Мироном Кордубою

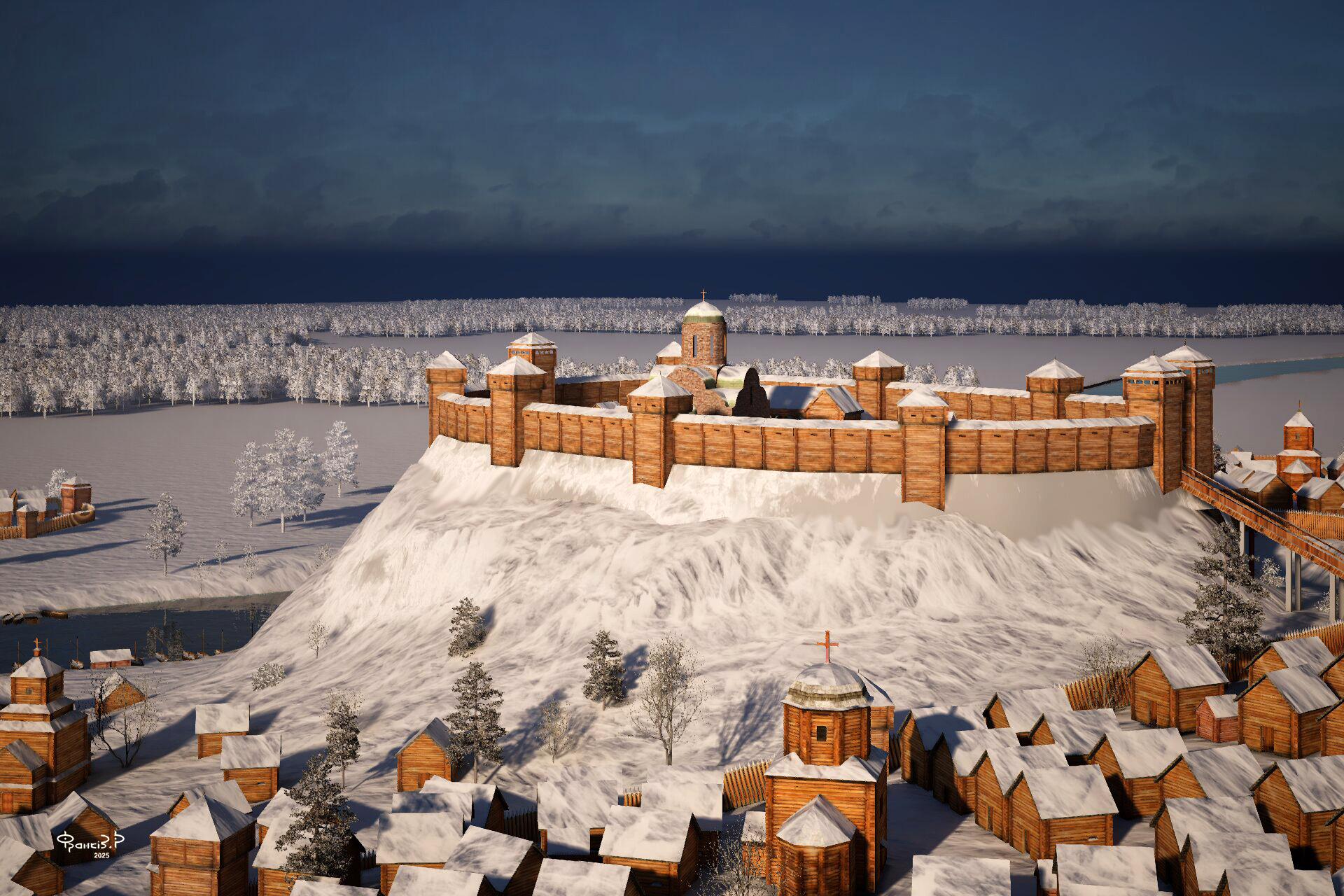
Дитинець Дорогичина наприкінці XIII ст. Гіпотетична реконструкція Р. Франківа.

Найдавніші сліди заселення датуються кінцем палеоліту (10-8 тис. років до н. е.) і мезоліту (8-5 тис. років до н. е.). У V столітті на Підляшшя з'являються волиняни. У ранньому Середньовіччі регіон населяли бужани, дреговичі та ятвяги. У IX—X століттях на тут проживали здебільшого деревляни, а на північ від Нарви — дреговичі. У X столітті за правління Володимира Великого край увійшов до складу Київської Русі. Підляшшя охоплювало західну частину Берестейської землі. У XII столітті з останньої виділилася Дорогичинська земля.
На початку XI Підляшшя потрапило під контроль волинських князів. У 1088—1157 роках належало до Турово-Пинського князівства. У 1238 році князь Данило Романович включив Дорогичинську землю до Галицького князівства. Відтак Підляшшя входить до складу Галицько-Волинського князівства. У першій половині XIII століття на Підляшшя та Полісся стали активно здійснювати напади лицарі-хрестоносці, які припинилися після розгрому їхнього війська Данилом Галицьким у 1237—1238 роках під Дорогичином. У 1230-х роках ненадовго Дорогичинську землю завоювали мазовецькі князі. З міркувань захисту регіону на Підляшші та Поліссі проводиться активне будівництво та відновлення оборонних укріплень — у Бересті, Дорогичині, Мельнику, Більську, Кам'янці. У 1253 році в Дорогичині коронувався як король Русі Данило Галицький. Тоді Підляшшя було найгустіше заселеною українською землею. Дорогичин був надзвичайно важливим торговельним пунктом на Бузі, який дозволяв постачати товари з Русі до Гданська, а звідти на ринки Європи. Свідченням активної торгівлі є численні знайдені тут торговельні пломби. З XIV століття після польсько-литовського протистояння Підляшшя ввійшло до складу Великого князівства Литовського. У другій половині XIV століття при підписанні мирного договору між князями Кейстутом і Ягайлом з хрестоносцями околиці Берестя, Дорогичина, Більська, Бранська та Суража згадуються як «Руська країна», водночас у договорі окремим краєм згадується «край Гродно». У XIV—XV століттях на захід від Дорогичина, Більська та Сім'ятич почали з'являтися численні поселення дрібної мазовецької шляхти.

### У складі Литви та Польщі

Герб Підляського воєводства часів Речі Посполитої

Вперше назва «Підляшшя» з'являється в польських документах наприкінці XV — на початку XVI століть. Вважається, що Підляшшя як історико-географічний регіон склалося на початку XVI століття, коли зимою 1513—1514 року великий князь литовський Сигізмунд Старий створив у складі Великого князівства Литовського Підляське воєводство, до якого увійшли Берестейська, Більська та Дорогичинська землі, які до цього належали до Троцького воєводства ВКЛ. У 1566 році з Підляського воєводства виокремлено Берестейщину, воєводство поділено на Більську, Дорогичинську та Мельницьку землі.
Після Люблінської унії 1569 року Підляське воєводство разом з більшістю українських земель увійшло до складу Речі Посполитої. Підляшшя зазнавало сильних польських впливів через сусідство з мазовськими землями. У XVI столітті почалася білоруська колонізація територій в околиці Заблудова на північ від Нарви й на початок XVII століття вона простяглася до річки Наровки. Водночас околиці Заблудова, Тикотина та Ганязя освоювали й українці, які досить швидко були асимільовані чисельнішими поляками та білорусами.
Не оминули Піляшшя події української національно-визвольної боротьби 1648—1660 років. У 1648 році війська гетьмана Богдана Хмельницького на короткий час захопили територію південного Підляшшя. У 1657 році на Підляшші побували козаки з корпусу полковника Антіна Ждановича під час його походу у складі шведсько-українсько-семигородської коаліції.

### У складі Російської імперії

Фрагмент з етнографічної мапи Олександра Ріттіха, на якому зображений етнічний склад Підляшшя, 1875 рік.

Внаслідок третього поділу Речі Посполитої 1795 року Південне Підляшшя увійшло до складу Австрії, а Північне — до Пруссії. У 1800 році на Північному Підляшші проживало близько 40 тис. українців (38 тис. греко-католиків і 2 тис. православних). У 1807 році під час Наполеонівських війн Північне Підляшшя відійшло Російської імперії, а Південне, у 1809 році — до Варшавського герцогства, залежного від Франції. Після Віденського конгресу 1814—1815 років південне Підляшшя було включене до Королівства Польського у складі Російської імперії. Північне Підляшшя (Більський повіт) увійшло безпосередньо до Російської імперії, а від 1842 року — до Гродненської губернії. У 1839 році на Північному Підляшші була скасована Берестейська унія і все населення перейшло у православ'я. Південне Підляшшя адміністративно спочатку належало до Підляського воєводства, яке 1844 року було приєднане до Люблінської губернії. 1867 року з північної частини Люблінської губернії була утворена Сідлецька губернія. Південне Підляшшя часто називали Холмщиною (Холмською або Забузькою Руссю), оскільки воно за адміністративно-церковним поділом підпорядковувалося Холмській єпархії (до 1874 року), а з 1912 року й Холмській губернії.

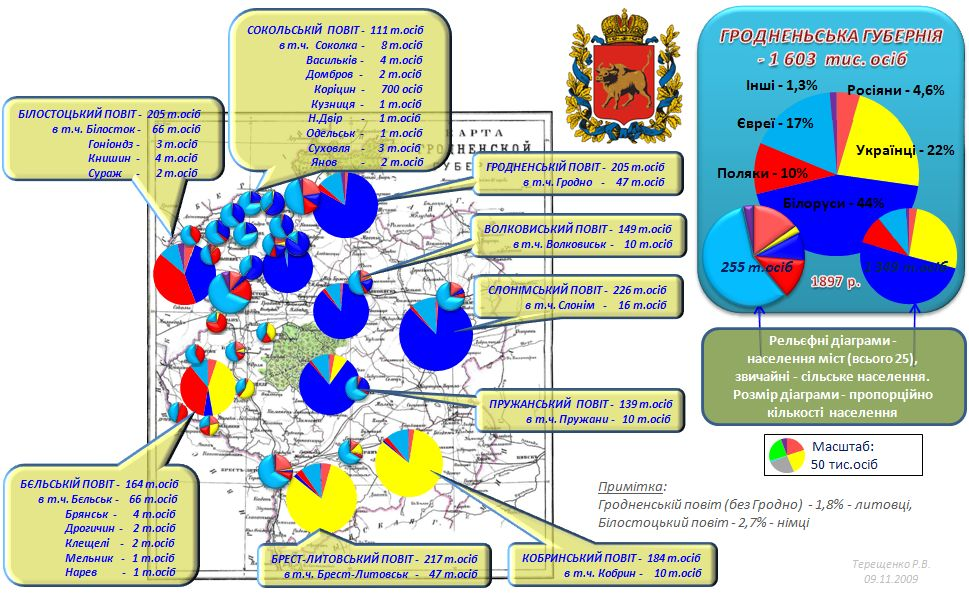
Згідно з переписом населення 1897 року українці становили національну більшість у Більському повіті тодішньої Гродненської губернії.

Тоді на Підляшші все ще переважало українське населення. За свідченнями Людвіка Чарковського русини в околицях Сім'ятич (Північне Підляшшя) свідомо протиставляли себе «мазурам» і «литвинам». Російський мовознавець Олексій Соболевський зазначав: «…у Седлецькій губернії ми бачимо малоруських поліщуків, тих самих, які живуть поруч у Гродненській губернії і які в їх власному уявленні разом з ними складають одне ціле — Підляшшя». У XIX столітті перехідними українсько-білоруськими говірками були в околицях Заблудова. За переписом Російської імперії 1897 року в Сідлецькій губернії, до якої входило Південне Підляшшя, налічувалося 107 777 осіб, які вказали українську мову рідною. Водночас у Більському повіті (Північне Підляшшя) українську мовою рідною назвало 64, 3 тис. осіб (39,1 %), польською — 57,3 тис. осіб (34,9 %), єврейською — 24,5 тис. осіб (14,9 %), російською — 9,7 тис. осіб (5,9 %), білоруською — 8 тис. осіб (4,9 %).
У XIX столітті місцеве українське населення належало до греко-католицької церкви. Українське населення Підляшшя протягом XIX — початку XX століть перебувало під сильним тиском полонізації та русифікації. У 1874 році російська влада скасувала Берестейську унію й здійснила примусове навернення до православ'я. Втім, значна частина залишилася відданою католицизму («упорствующие»). Тому після того, як 17 квітня 1905 року російська влада видала спеціальний указ про толерантність указ з дозволом змінювати віру, однак не на греко-католицьку, яка й далі залишалася забороненою, значна частина колишнього уніатського населення під впливом католицької та польської пропаганди перейшла в римо-католицизм і спольщилась. У 1905 році на Холмщині та Підляшші налічувалося 450 000 православних, а вже у через три роки, у 1908 році, — 280 000. Чисельність православних на Підляшші за цей період зменшилась на 58 %, на Холмщині — на 22 %. Внаслідок різких демографічних змін з'явився прошарок спольщених українців («калакутів», «перекиданців»), які здебільшого ще розмовляли українською, але мали пропольські погляди та сповідували римо-католицизм. На Підляшші їх налічувалося близько 150 000 осіб.
«Наша Ніва» про український театр у Клениках
Наприкінці XIX століття на Підляшші насамперед серед молодих учителів починається національне відродження. Хоча національний рух майже не торкався Північного Підляшшя, населення якого ще в 1830-х роках перейшло з греко-католицизму на православ'я і не зазнавало полонізації, але й там в 1908 році в селі Кленики з'явився і діяв український театр, який ставив комедію «Розумний і дурень» Івана Карпенка-Карого. У 1912 році російська влада для обмеження польського впливу створила на історичних Холмщині та Південному Підляшші Холмську губернію. Таким чином на початку XX століття Підляшшя за адміністративно-територіальним устроєм належало до Гродненської, Седлецької (до 1912 року) та Холмської губернії (після 1912 року).

### Перша світова війна
Під час Першої світової війни, насамперед 1915 року, більшість українського православного населення (понад 80 %) було евакуйовано у внутрішні райони Російської імперії. Після закінчення війни в 1918—1923 роках лише частині вдалося повернулися назад. На початку 1917 року Союзом Визволення України на Південному Підляшші було відкрито низку українських шкіл. У 1917 році в Білій було засновано Українську Громаду та Шкільну Раду для організації шкіл. У червні 1917 року в Білій почав видаватися український тижневик «Рідне слово».

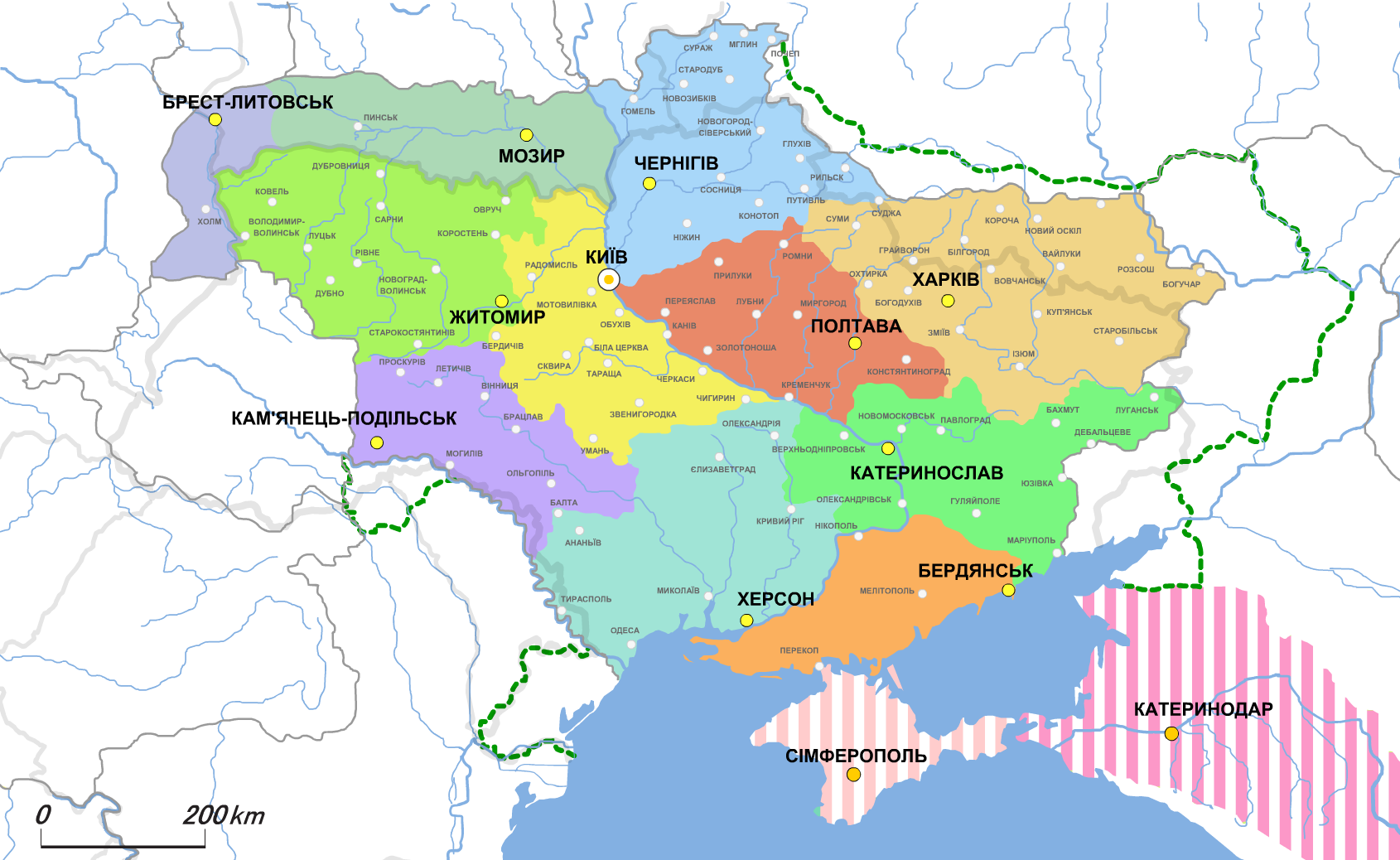
Адміністративно-територіальний устрій Української Держави
Холмська губернія

За Берестейським миром, підписаним 9 лютого 1918 року, територія Холмської губернії (з Південним Підляшшям) мала увійти до складу Української Народної Республіки. З політичних міркувань до складу УНР не було включене Північне Підляшшя. З лютого 1918 року Південне Підляшшя, разом з іншими територіями, було у відданні управі, якою керував губернський комісар Олександр Скоропис-Йолтуховський. За часів гетьманату Павло Скоропадського здійснювалися спроби поширити його владу на територію Холмщини. Зокрема, місцеве управління було перетворене на Холмське губерніальне староство на чолі зі старостою Олександром Скорописом-Йолтуховським, а також призначені повітові старости в Бересті, Березі Картузькій, Білій, Янові Підляському, Дорогичині, Кобрині та Пружанах. Тоді ж був створений комісаріат народної освіти для Холмщини, Підляшшя i Полісся. Втім, на початку 1919 року польські війська захопили територію Підляшшя та Холмщини.

### Міжвоєнний період
Протягом 1919—1939 року Підляшшя перебувало у складі Польщі, зокрема в адміністративно-територіальних межах Південне Підляшшя входило до Люблінського (Більський, Костянтинівський, Володавський, Радинський повіти), а Північне до Білостоцького (Більський повіт) воєводств. У червні 1920 року українські делегати від північно-західних українських земель безуспішно зверталися до польської влади з проханням об'єднати Волинь, Холмщину, Підляшшя та Берестейщину в один округ. Під час перепису 1921 року українців на Північному Підляшші записували як «православних поляків» чи «білорусів», кількість українців за офіційною статистикою, порівнюючи з минулим переписом (64,3 тис. осіб), впала до всього 66 осіб (0,1 %), тоді як поляків налічувалося 87,1 тис. осіб (59,2 %, з них 18 тис. осіб — православні), білорусів — 44,9 тис. осіб (30,5 %), росіян — 400 (0,3 %), «тутешніх» — 4. За А. Крисінським справжній розподіл за національністю Більського повіту був таким: 68 тис. поляків (46,3 %), 52,5 тис. українців (35,6 %), 6 тис. білорусів (4,9 %). У 1922 році в Більський повіт з евакуації повернулося 20,7 осіб, тому за даними дослідників кількість українців становила 65-70 тис. осіб (45,8 %).
У 1920-х роках на Підляшші відновилося українське життя — діяло товариство «Рідна Хата», пройшли вдалі для українців парламентські вибори 1922 року тощо. У Гайнівці діяв гурток Українського центрального комітету емігрантів-наддніпрянів, у Кліщелях, Орлі та Гайнівці діяли українські гуртки та хори. Водночас на Північне Підляшшя поширювали свій вплив й білоруські організації, які пропагували серед місцевого населення ідеї про білоруську національність. Зокрема, діяла КПЗБ та Білоруська селянсько-робітнича громада. За польським переписом 1931 року в Більському повіті налічувалося 1,8 тис. українців. За Федором Заставним справжня кількість українців на Північному Підляшші становила 56 тис. осіб (70,9 %), поляків — 17 тис. осіб (21,5 %), євреїв — 5 тис. осіб, росіян — 1 тис. осіб (1,3 %). У 1930-х роках влада повністю ліквідувала діяльність легальних українських організацій. У 1938 році польська влада знищила на Холмщині та Підляшші понад 100 православних храмів.

### Друга світова війна

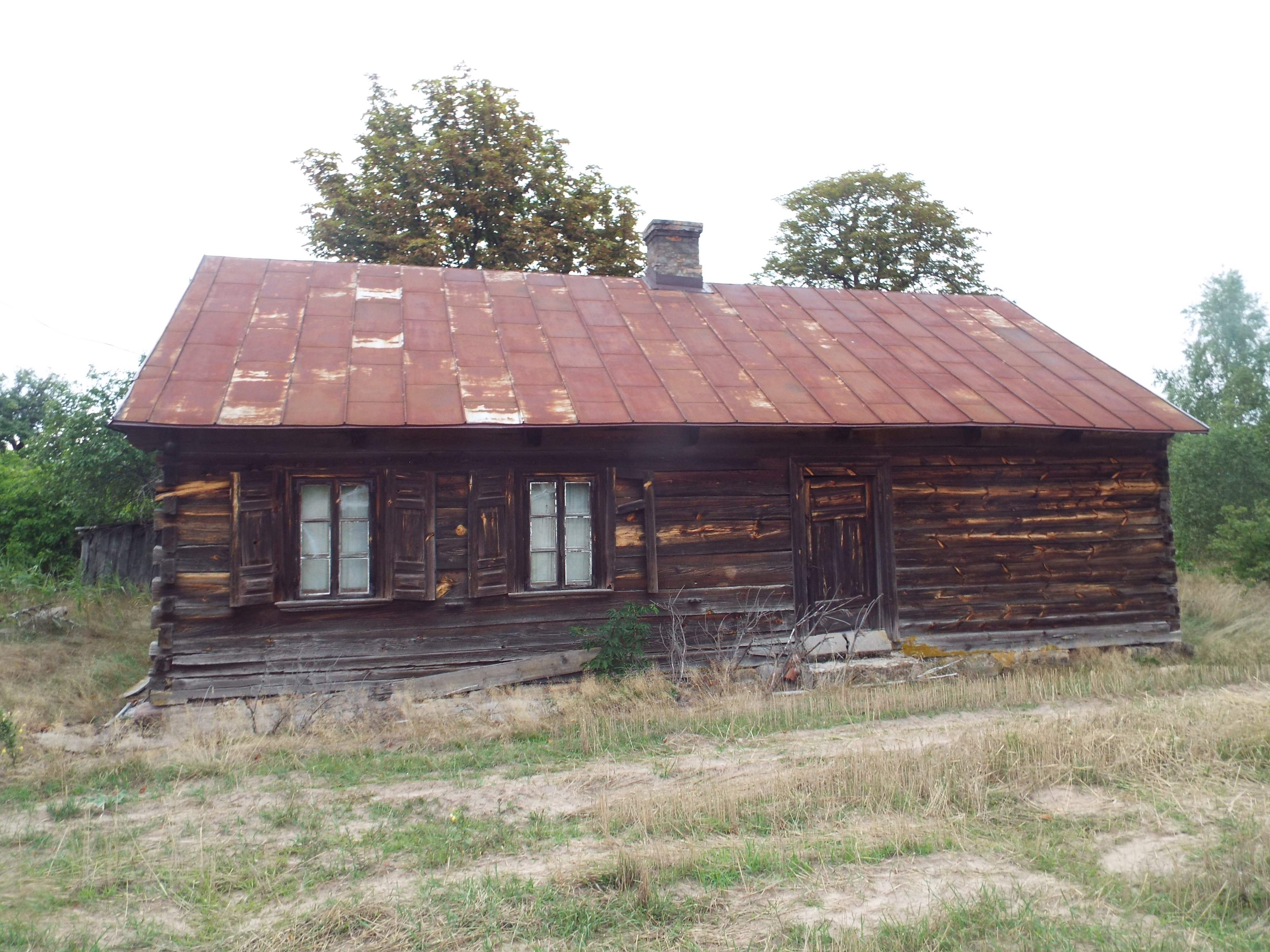
Хата на хуторі села Тучна (за адресою Тучна, 260) — місце укладання порозуміння між УПА та ВІН на Підляшші 27 жовтня 1945 року. Фото Івана Парнікози, 2019 рік

Із початком Другої світової війни від осені 1939 року за німецько-радянськими домовленостями Південне Підляшшя увійшло до складу Німеччини й входило до її Генеральної губернії до літа 1944 року. Північне Підляшшя ж було включене до складу Берестейської та Білостоцької областей БРСР, після чого на ньому відкривалися білоруські школи, з'явилися білоруські газети, а всіх православних жителів віднесено до білорусів. Після початку німецько-радянської війни Північне Підляшшя було включене до крайскомісаріату Більськ округу Білосток Німеччини, на території якого німці запровадили офіційними німецьку, польську та білоруську мови, з 1943 року — з білоруською мовою навчання у школах. У 1939—1944 роках знову почало відроджуватися українське життя з осередками в Білій та Володаві, діяли українські допомогові комітети, школи, відновлювалася релігійна діяльність. У Більську діяв осередок Українського Національного Об'єднання. Росту національної свідомості на Південному Підляшші сприяла Холмсько-Підляська православна єпархія, яку очолював архієпископ Іларіон (Огієнко).
Підляшшя було одним з теренів, на яких діяла Українська повстанська армія, хоча сотень тут не було, а діяла лише цивільна мережа та боївки служби безпеки ОУН. Тут розташовувався 28 тактичний відтинок «Данилів». На Холмський повіт та Підляшшя поширювалося порозуміння поміж УПА і ВІН, яке уклали в колонії села Тучна на Підляшші 27 жовтня 1945 року.

### Післявоєнний період
Влітку 1944 року Підляшшя зайняли радянські війська. Після Другої світової війни за радянсько-польськими угодами Підляшшя відійшло до Польщі, зокрема входило до Білостоцького, Варшавського та Люблінського воєводств. Значна частина українського населення Південного Підляшшя згідно з радянсько-польськими домовленостями була переселена до УРСР, а інша частина — переселена 1947 року до західних та північних польських воєводств під час проведення операції «Вісла».
Євген Конахович, голова гуртка в Кліщелях на IV з'їзді УСКТ, грудень 1967 року
Під час проведення операції «Вісла» українці Північного Підляшшя уникнули депортації, оскільки польська влада розглядала їх білорусами. Таким чином Північне Підляшшя залишилося єдиним регіоном Польщі з автохтонним українським населенням, яке зберегло свою мову та традиції. Внаслідок відкриття білоруських шкіл і діяльності білоруських медіа значна частина населення Північного Підляшшя прийняла білоруську національність. Український національний рух на Північному Підляшші почав відроджуватися в 1956 році після заснування Українського суспільно-культурного товариства, один з перших гуртків якого з'явився в червні 1957 році в Кліщелях. Завдяки діяльності останнього, у школі Кліщель почалося викладання українською мовою та діяли театральний гурток, хор і бібліотека. Театральний гурток у 1966 році ставив п'єси «Безталанна» й посів перше місце на загальнопольському огляді колективів УСКТ в Перемишлі. Втім, наприкінці 1960-х років гурток було ліквідовано через тиск влади. У 1960-х роках на Північному Підляшші діяло 170 шкіл (12 тис. учнів) з білоруською мовою навчання, а в 1992 році таких шкіл було вже 46 (2878 учнів), більшість з яких діяли на території з українськомовним населенням.
Український культурний та громадський рух на Підляшші активізувався у 1980-ті роках. До нього, зокрема, долучилися студенти з Північного Підляшшя. З 1983 року почали виходити українські самвидавські брошури та журнали, зокрема, «Наш голос», «Основи» (4 випуски, 1987—1989), а також польськомовний місячник «Круг» (1989—1990). У 1985 році відновлений гурток УСКТ у Кліщелях. Того ж року з'явився гурток УСКТ у Володаві. Невдовзі в 1986—1987 роках гуртки УСКТ було засновано також у Черемсі, Більську, Білостоці, Гайнівці.

Сучасний прапор Підляського воєводства.

Наприкінці 1980-х — початку 1990-х роках українські діячі брали участь у демократичних виборах у Польщі, одним з успіх яких було обрання в 1990 році українського активіста Юрія Ігнатюка війтом гміни Більськ. У грудні 1990 року створений Підляський відділ Об'єднання українців у Польщі, який 1992 перетворився на Союз українців Підляшшя. У 1991 році вийшов перший номер часопису «Над Бугом і Нарвою», на Білостоцькому радіо почалася трансляція передачі «Українська думка».
Від кінця 1980-х років з'явилося декілька українських громадських організацій підляських переселенців, їхніх нащадків та прихильників в Україні. Зокрема, 1990 в Рівному засновано товариство «Холмщина», а в 1990-х роках такі товариства створені у Львові, Луцьку, Тернополі та інших містах. Частина товариств у 1998 році об'єдналася в Конгрес українців Холмщини і Підляшшя. У 1999 році після проведення адміністративної реформи в Польщі створене Підляське воєводство.

## Населення

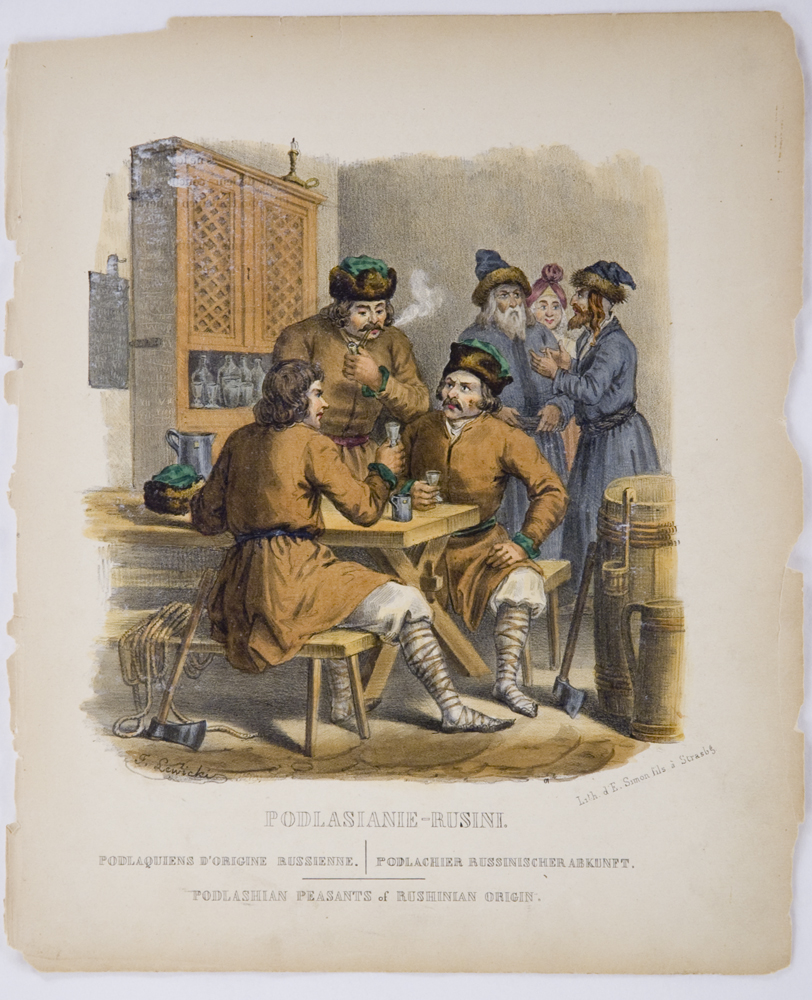
Русини з Підляшшя

Етнічна карта Підляшшя, 1875 р.

Сьогодні на Підляшші більшість населення ідентифікує себе поляками, у східній частині регіону — білорусами. Згідно з переписом населення Польщі 2002 року в Підляському воєводстві налічувалося 46 041 білорусів (3,9 % від загальної кількості населення воєводства) та 1 366 українців (0,1 %). Автохтонне населення Підляшшя має труднощі в національній самоідентифікації й визначенні своєї мови. Його представники часто ідентифікують себе «тутейшими». Порівнюючи результати опитування та перепису, Марек Барвінський зробив припущення, що люди з низькою національною самосвідомістю схильні під час перепису вказувати своєю національністю ту, яка є в їхній адміністративній одиниці панівною. Автохтонних жителів Підляшшя також називають хахлами (без негативного контексту), цю назву засвоїли й місцеві мешканці. За припущенням Михайла Лесіва ця назва закріпилася в часи Російської імперії як наслідок рекрутування місцевого українськомовного населення до російської армії. Як зауважує Марек Барвінський, багато досліджень доводять, що православне населення Підляшшя має українське походження (переписи XIX століття, історичні та лінгвістичні дослідження), проте сьогодні кількість людей, які вказують свою національність як українську, залишається невеликою.
Корінне населення Підляшшя розмовляє підляськими говірками західнополіського діалекту української мови. Підляські говірки увібрали чимало запозичень з польської, російської та білоруської мов та мають багато архаїчних рис. Існує питання, чи вони становлять окремий (четвертий) діалект північного наріччя української мови, чи ж належать до західнополіського діалекту. Між самими підляськими говірками існують значні відмінності. На Північному Підляшші їх часто відносять до білоруської мови з огляду на географічну близькість до Білорусі. Умовна українсько-білоруська межа проходить по річці Нарві, проте українськими вважаються також декілька сіл й північніше цієї межі. Оскільки корінних мешканців інколи називають хахлами, то й місцева мова також іноді називається хахлацькою. Українське населення Підляшшя зазнає значної полонізації, водночас на етнічно українській частині регіону діють білоруські організації, які пропагують серед місцевого населення ідеї про білоруськість краю. Попри це, відбувають певні успіхи у пробудженні національної самосвідомості — завдяки діяльності Союзу українців Підляшшя кількість мешканців Підляшшя, які ідентифікуються себе українцями, зросла до понад 2700 осіб за даними перепису населення Польщі 2011 року.

## Культура
Складовою частиною української культури є пісні Підляшшя. Білоруські науковці стверджують про належність традицій краю до білоруської культури, обґрунтовуючи це схожістю з традиціями Берестейщини (українського етнокультурного краю, включеного радянською владою до складу БРСР). Білоруські фольклористи інколи перекладають українські пісні Підляшшя білоруською мовою й видають за білоруські.

## Українське життя
Українське життя на Підляшші організовує Союз українців Підляшшя, який видає часопис «Над Бугом і Нарвою» та проводить фестиваль «Підляська осінь», також діє Підляський науковий інститут, який проводить Підляські українські наукові конференції.

## Підляшшя на географічних мапах

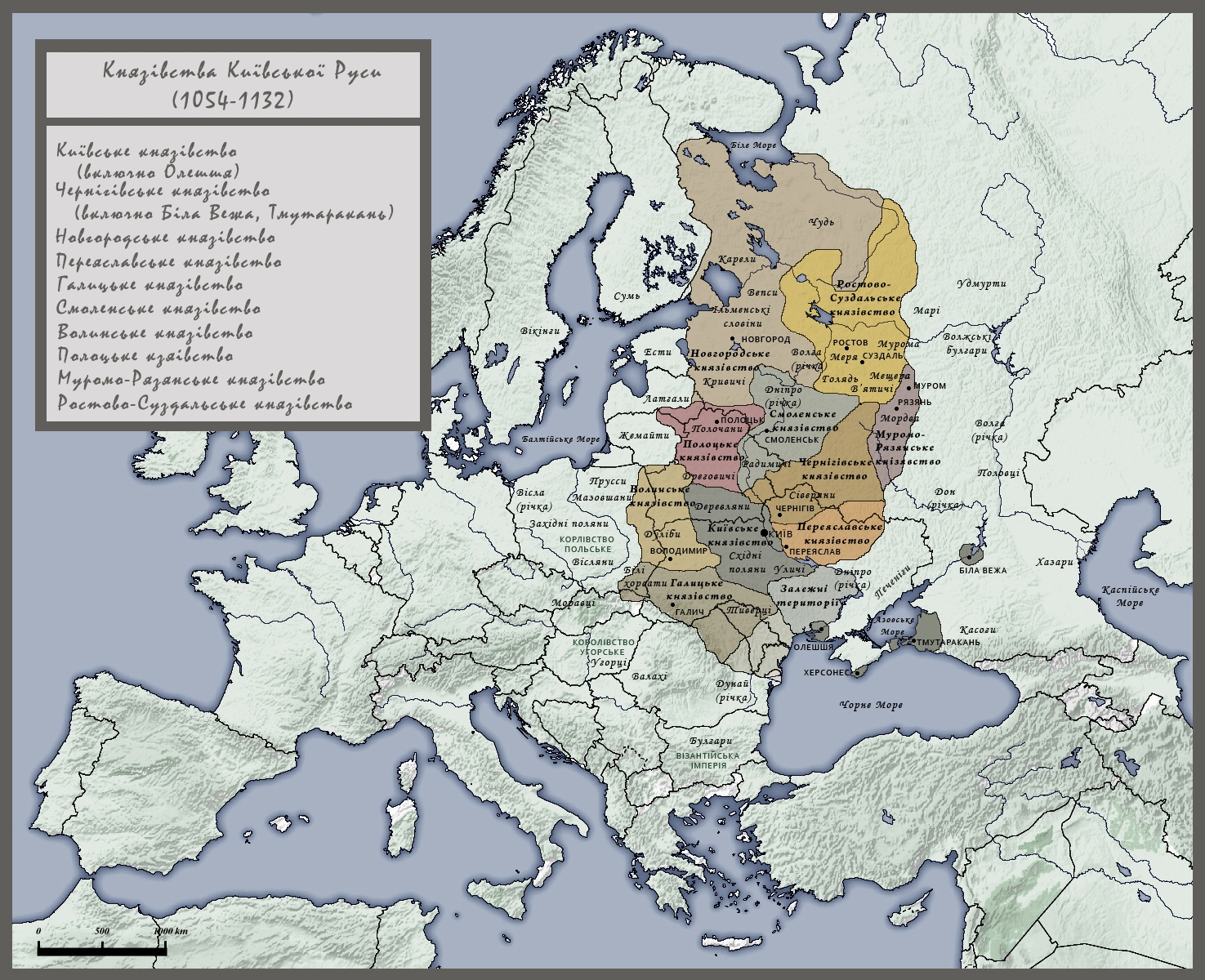
Підляшшя між 1054 та 1132 роками

1613 рік. Карта Радзивіла (Карта Великого князівства Литовського). У тій частині карти, що охоплює українські землі, позначені: Підляшшя (Podlachia), Полісся (Polesia), Західна Волинь (Wolynia citerior), Східна Волинь, яку звали також Україною та Низом (Volynia ulteririor, quae tum Vkraina tum Nis ab altis vocitatur), Червона Русь (Rufsia rubra), Покуття (Pokutiœ Pars), Поділля (Podolia), частина Сіверського князівства (Severiensis Pars).
1711 рік. Йоганн-Баптист Гоманн. Карта — «Poloniarum Magnique Ducatus Lithuaniae, Russiae, Prussiae, Mazoviae, Samogitiae, Kioviae, Volhyniae, Podoliae, Podlachiae, Livoniae, Smolensci, Severiae» (Велике князівство Литовське, королівство Польщі, Русь, Пруссія, Мазовія, Жемайтія, Київщина, Поділля, Підляшшя, Лівонія, Смоленщина, Сіверщина). Від Галичини до Слобожанщини — написи Russia Rubra (Червона Русь) та Ukraina (Україна) (проведені паралельно). На карті виділено українські історико-географічні землі: Покуття (Pokutia), Волинь (Volhynia), Поділля (Podolia), Підляшшя (Podlachiae) та інші.
1781 рік. Джованні Антоніо Рицци Занноні (Giovanni Antonio Bartolomeo Rizzi Zannoni). Карта «Li Palatinati di Nowogrodek, Podlachia e Brzesk Littew».

## Галерея

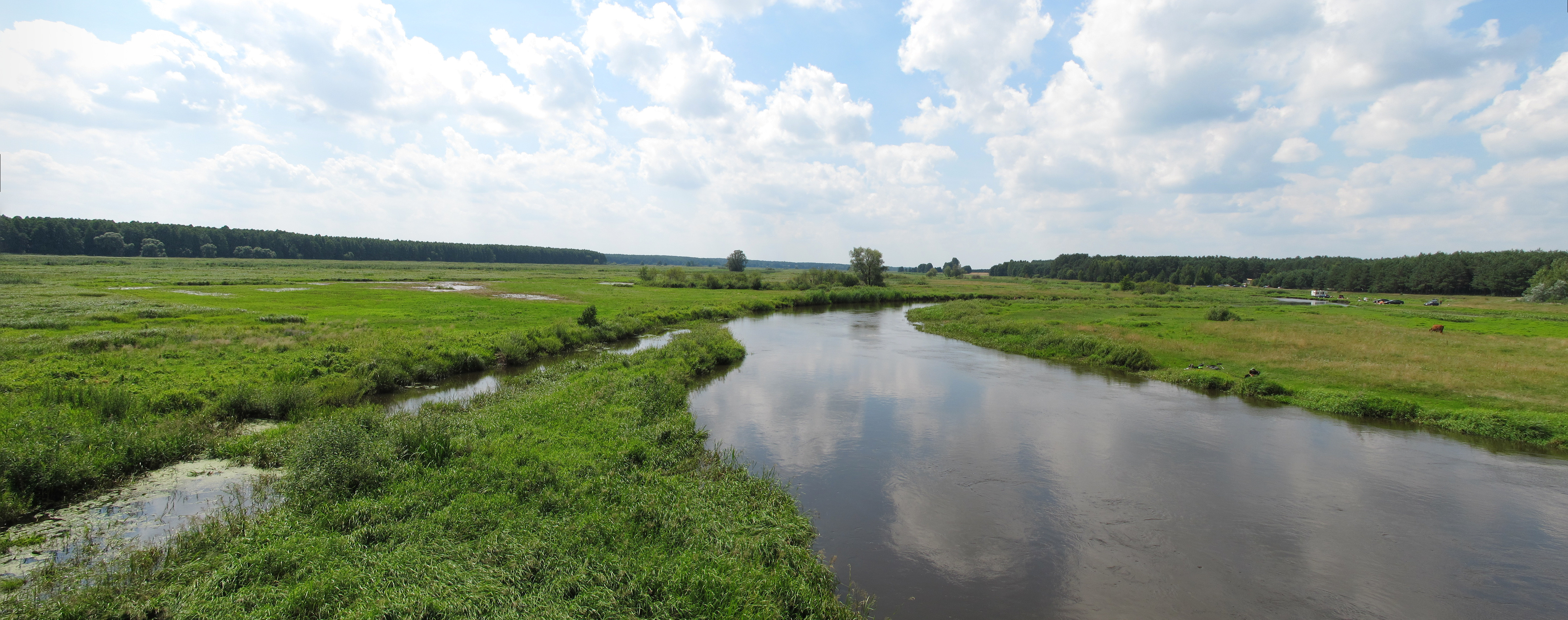
Нарва
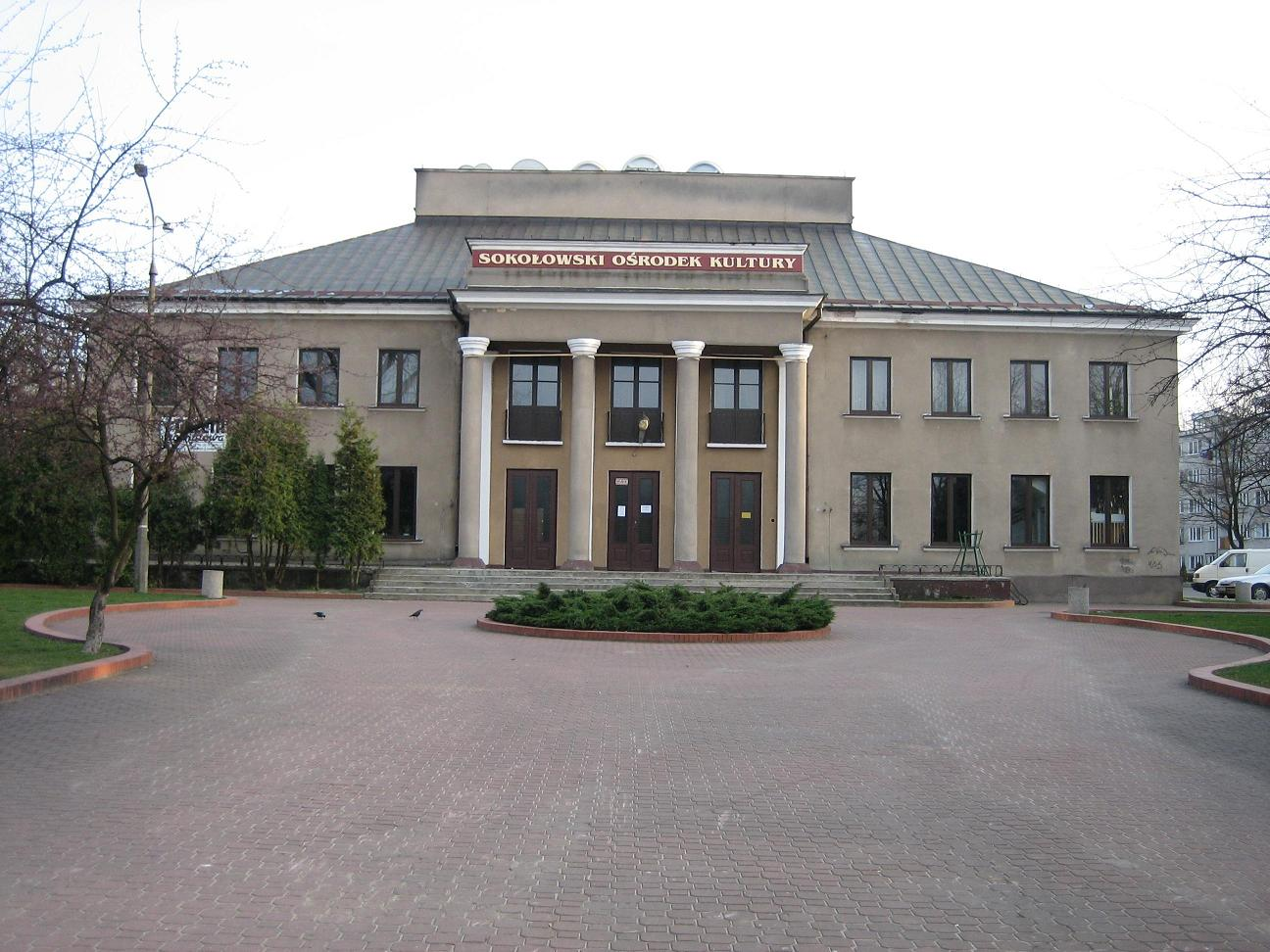
Соколів-Підляський
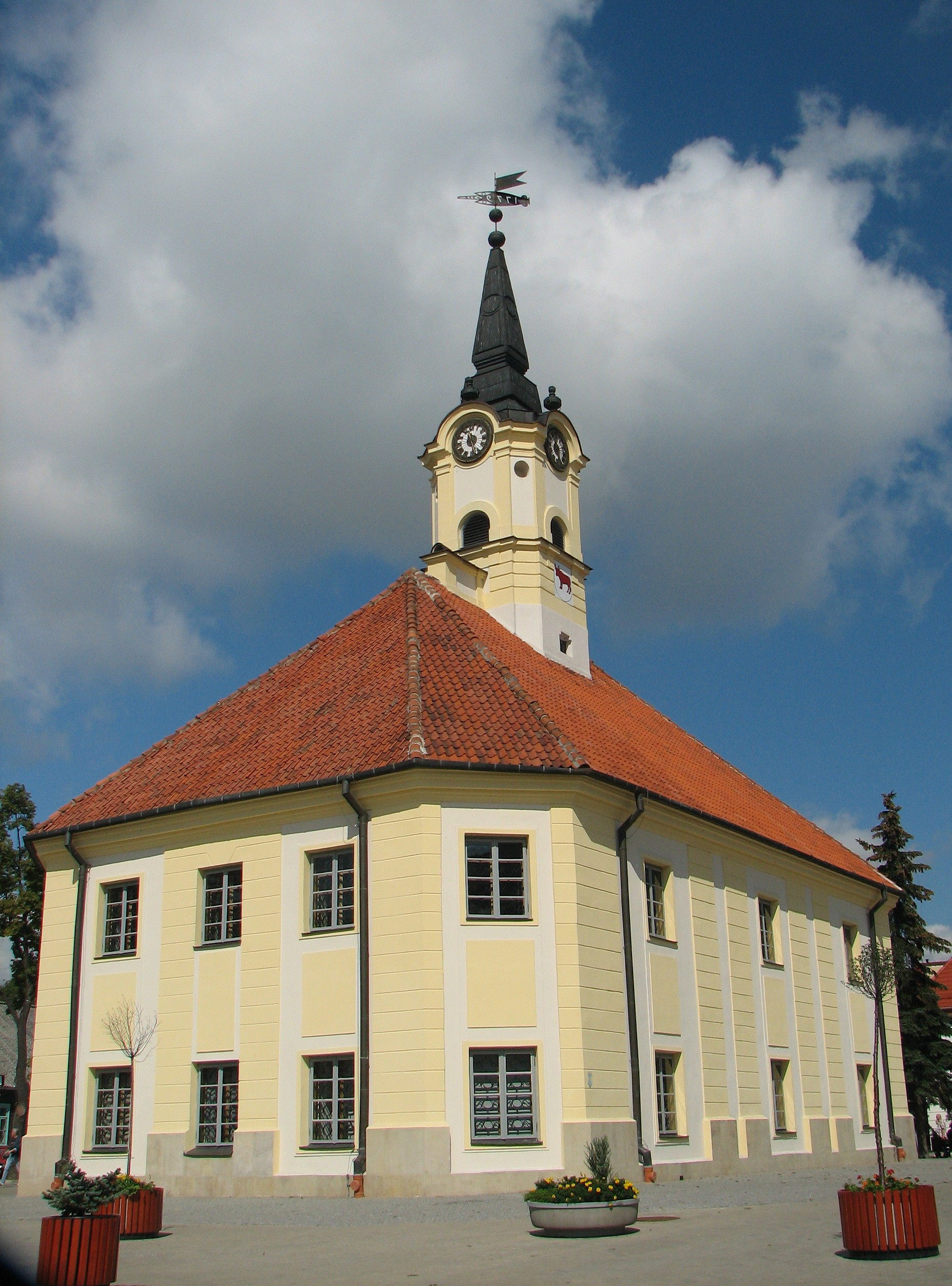
Більськ-Підляський
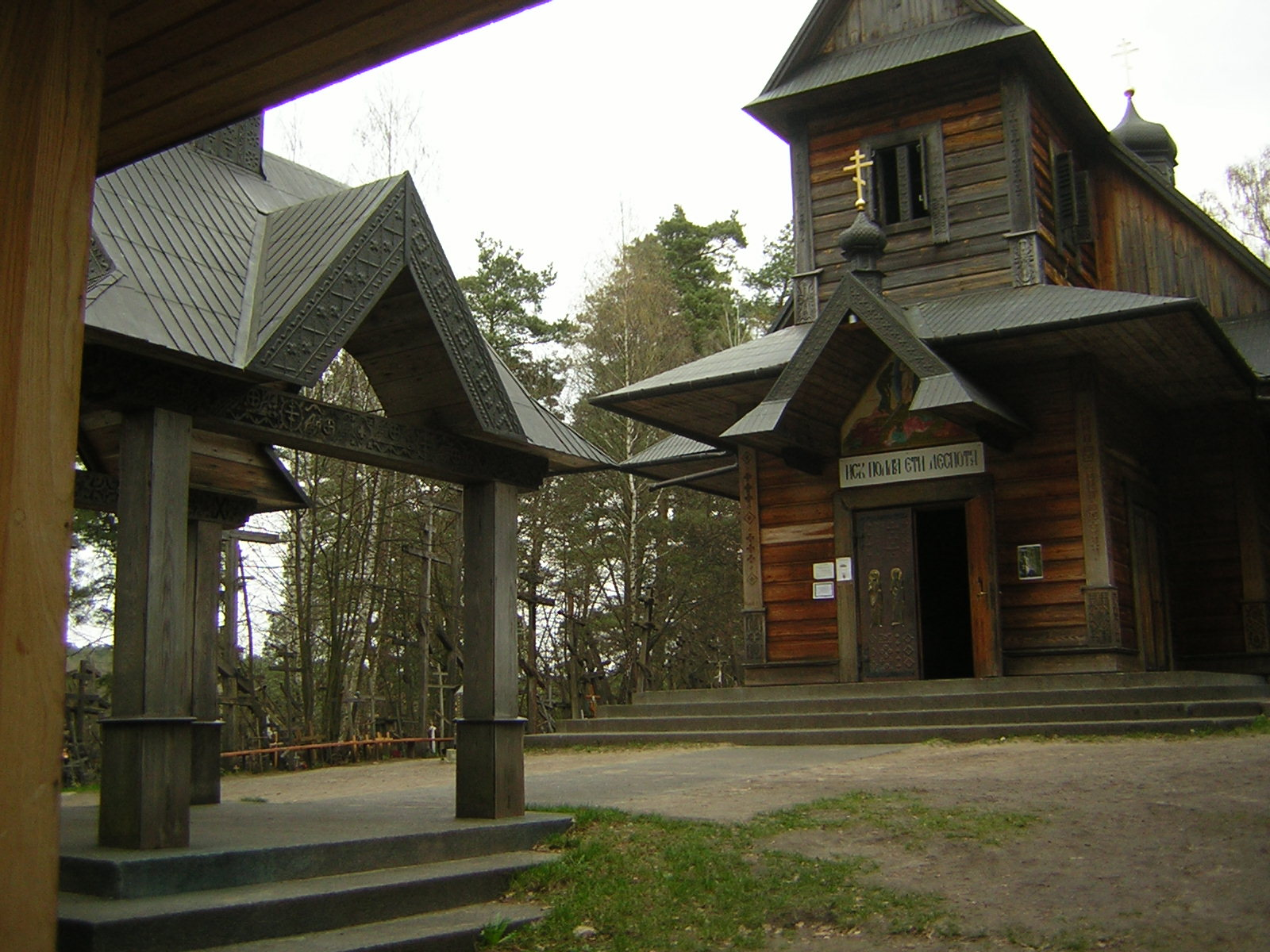
Гора Хрестів (Грабарка)

### Монографії
- Заставний Ф. Д. Географія України. У 2-х кн / Ред. M. П. Парцей. — Львів : Світ, 1994. — 472 с. — ISBN 5-7773-0043-8.
- Лаппо И. И. Великое княжество Литовское за время отъ заключенія Люблинской уніи до смерти Стефана Баторія (1569-1586). — СПб. : Тип. И. Н. Скороходова, 1901. — Т. 1. — 800 с. (рос. дореф.)
- Леонюк В. Словник Берестейщини. — Львів : Видавнича фірма «Афіша», 1996. — Т. 1. — 360 с. — ISBN 966-95063-0-1.
- Лесів М. (1997). Українські говірки в Польщі. Український архів.
- Макарчук С. А. Етнічна історія України. — К. : Знання, 2008. — 471 с. — ISBN 978-966-346-409-1.
- Сергійчук В. І. Етнічні межі і державний кордон України. — Вид. 3-є. — К. : ПП Сергійчук M. І, 2008. — 560 с. — ISBN 978-966-2911-24-4.

### Статті
- Аркушин Г. Л. Хахлацька мова на Підляшші // Українська мова. — Луцьк, 2019. — № 1. — С. 115-125. — ISSN 1682-3540. Процитовано 17 лютого 2020.
- Байцар А. Л.. Назва «Волинь» та «Полісся» на європейських картах [Архівовано 21 вересня 2018 у Wayback Machine.]
- Байцар А. Л.. Назва «Підляшшя» на європейських картах (XVII—XIX ст.) [Архівовано 2 жовтня 2018 у Wayback Machine.]
- Barwiński M. Struktura narodowościowa i językowa mieszkańców południowo-wschodniej części województwa podlaskiego – porównanie wyników badań terenowych i Narodowego Spisu Powszechnego. — Wydawnictwo Uniwersytetu w Białymstoku, 2005. — S. 67-84. — ISSN 1230-2392. (пол.)
- Кравчук Н.. Українські пісні Підляшшя в культурно-політичному контексті XIX – XX ст. // Фольклористичні зошити. — Луцьк, 2010. — № 13. — С. 3-14. Архівовано з джерела 13 лютого 2020. Процитовано 17 лютого 2020.

### Монографії
- Винниченко І. Українці Берестейщини, Підляшшя й Холмщини в першій половині XX століття: хроніка подій / І. Винниченко. — К., 1997. — 288 с. — ISBN 5-87274-330-0.
- Всегоренко М. По окраїнних волостях: довідка про минуле і згадки з мандрівки. [Архівовано 17 червня 2020 у Wayback Machine.] — Прага: Пробоєм, 1940. — 72 с.
- Кордуба М. М. Історія Холмщини й Підляшшя. — Краків : Українське видавництво, 1941.
- Крыжановский Е. М.[ru]. Русское забужье (Холмщина и Подляшье): сб. ст / Е. М. Крыжановский; с предисл. И. П. Филевича. — Санкт-Петербург : Тип. «Мирный труд», 1911. — 434 с. (рос. дореф.)
- Пастернак Є. І. Нарис історії Холмщини і Підляшшя : (новіші часи). — Вінніпег ; Торонто, 1968. — 466 с. — (Праці Інституту Дослідів Волині)
- Надбужанщина: Сокальщина, Белзчина, Радехівщина, Камінеччина, Холмщина і Підляшшя / Ред. кол.: М. Мартинюк (гол. ред.), Н. Олійник (літ. ред.), А. Демусь, О. Заставний, І. Калиневич, І. Кравчук, Н. Кравчук, В. Макар, В. Оренчук, Є. Стефанишин. Наукове товариство ім. Шевченка. — Нью-Йорк; Париж; Сидней; Торонто : Об’єднання надбужанців, 1986. — Т. 1. — 962 с. — (Український Архів. – Т. XLI) — ISBN 0-88054-121-0.
- Підляські говірки, Підляшани, Підляшшя / Наукове товариство ім. Шевченка. — Париж ; Нью-Йорк: [б.в.], 1971. — 11 с. : іл., карти.
- Холмщина і Підляшшя : історико-етнографічне дослідження / ред. В. Борисенко ; НАН України, Ін-т нац. відносин і політології, Київ. нац. ун-т імені Тараса Шевченка. — Київ : Родовід, 1997. — 383 с. — ISBN 9669511402.

### Статті
- Юрій Гаврилюк. Наші міста і села Словник (ч. 1) // Над Бугом і Нарвою : часопис. — 1994. — № 6(16) (листопад-грудень). — С. 20. — ISSN 1230-2759. Архівовано з джерела 1 травня 2013.
- Підляшшя // Юридична енциклопедія : [у 6 т.] / ред. кол.: Ю. С. Шемшученко (відп. ред.) [та ін.]. — К. : Українська енциклопедія ім. М. П. Бажана, 2002. — Т. 4 : Н — П. — 720 с. — ISBN 966-7492-04-4.
- Podlasie // Słownik geograficzny Królestwa Polskiego. — Warszawa : Druk «Wieku», 1887. — Т. VIII. — S. 411—418. (пол.)
- Український етнос на Холмщині та Підляшші в XIX — XX ст. - Підляський науковий інститут
- Холмщина і Підляшшя у вогні великої війни (1914–1918) – Наше слово